# جزیره کیژی
جزیره کیژی (انگلیسی: Kizhi Island), آوانگاری: [ˈkʲiʐɨ]; کارلیایی: Kiži) جزیره‌ای در نزدیکی مرکز هندسی دریاچه اونگا در جمهوری کارلیا (منطقه مدوزیه‌گورسکی), روسیه است. این جزیره از شمال به جنوب کشیده شده و طول آن حدود ۶ کیلومتر (۳٫۷ مایل)، عرض آن ۱ کیلومتر (۰٫۶۲ مایل) و فاصله آن از پایتخت کارلیا، پتروزاودسک، حدود ۶۸ کیلومتر (۴۲ مایل) است.
مستعمرات و کلیساهای موجود در جزیره دست کم از قرن پانزدهم شناخته شده‌اند. جمعیت جزیره روستایی بود، اما تحت فشار دولت برای کمک به توسعه معادن سنگ آهن و کارخانه‌های تولید آهن در منطقه، که منجر به قیام کیژی در سال‌های ۱۷۶۹–۱۷۷۱ شد. بیشتر روستاها تا دهه ۱۹۵۰ از جزیره ناپدید شدند و اکنون تنها یک مستعمره روستایی کوچک باقی مانده است. 
در قرن هجدهم، دو کلیسای بزرگ و یک برج ناقوس در جزیره ساخته شد که اکنون به عنوان کیژی پاگوست شناخته می‌شوند. در دهه ۱۹۵۰، ده‌ها ساختمان چوبی تاریخی از نقاط مختلف کارلیا به جزیره منتقل شدند تا برای اهداف حفاظتی نگهداری شوند. امروزه، کل جزیره و نواحی اطراف آن به یک موزه روباز ملی تبدیل شده است که بیش از ۸۰ سازه چوبی تاریخی در آن قرار دارد. مشهورترین این بناها کیژی پاگوست است که به عنوان یک سایت میراث جهانی یونسکو شناخته می‌شود.

## تاریخ

### نام
نام «کیژی» به احتمال زیاد از واژه‌های باستانی زبان وپس یا زبان کارلیایی به معنی «کیزهات» یا «کیژانسواری» گرفته شده است که به معنای «گردهمایی اجتماعی» یا «جزیره بازی‌ها» است. در زبان روسی، این نام می‌تواند با تأکید بر هر دو هجای آن تلفظ شود؛ اما تأکید بر هجای پایانی از نظر دستور زبانی در زبان کارلیایی نادرست است.

### توسعه صنعتی
از دست کم قرن ۱۴، جزیره بخشی از مسیر تبادل بین ولیکی نووگورود و دریای سفید بود. سکونتگاه‌های متعدد در کیژی و جزایر مجاور (حدود ۱۰۰ سکونتگاه تا قرن ۱۶) یک نهاد اداری به نام «اسپاس-کیژی پاگوست» را تشکیل می‌دادند. از قرن‌های ۱۳ و ۱۴، این منطقه به عنوان منبع سنگ آهن  اهمیت اقتصادی یافت. تا اوایل قرن ۱۸، به دنبال اصلاحات صنعتی تزار پتر کبیر، چندین معدن سنگ آهن و کارخانه‌های متالورژی در به ویژه در محل مدوژیگورسک و شهرهای پتروزاودسک و پتروزاودسک دریاچه اونگا ساخته شد.
این کارخانه‌ها به کار سخت بدنی نیاز داشتند که شامل بریدن درختان برای چوب، سوخت‌سازی زغال‌سنگ، کارهای خاکی و غیره بود که عمدتاً توسط دهقانان محلی انجام می‌شد. این کار به اجبار بود؛ کسانی که سرپیچی می‌کردند با ضرب و شتم عمومی و جریمه‌هایی روبرو می‌شدند که منجر به شورش‌های محلی می‌شد. بزرگ‌ترین شورش در سال‌های ۱۷۶۹–۱۷۷۱ رخ داد و به نام شورش کیژی شناخته می‌شود، که توسط دستور فرماندار برای ارسال دهقانان در فصل برداشت محصول به کار در معدن سنگ مرمر تیودیسکی و ساخت کارخانه متالورژی لیزهمسکی آغاز شد. دهقانان از این دستور سرپیچی کرده و آن را تحریم کردند. در نهایت تا ۴۰٬۰۰۰ نفر از سراسر کارلیا به رهبری کلیمنت سوبولف، آندری سالنیکوف و سیمئون کاستین به این شورش پیوستند. این شورش در کیژی پاگوست که نام آن از همین‌جا آمده است، متمرکز شد. دهقانان نمایندگانی به سن پترزبورگ فرستادند، اما آن‌ها دستگیر و مجازات شدند و یک سپاه نظامی برای سرکوب شورش اعزام شد. این سپاه در پایان ژوئن ۱۷۷۱ به کیژی رسید و پس از تیراندازی توپخانه، دهقانان به سرعت تسلیم شدند. رهبران و ۵۰–۷۰ نفر دیگر از دهقانان به‌طور عمومی شلاق خوردند و به تبعید به سیبری فرستاده شدند. بسیاری دیگر به خدمت نظامی فراخوانده شدند که در آن زمان به عنوان یک نوع مجازات شناخته می‌شد. با این حال، استخدام دهقانان برای ساخت کارخانه‌های محلی و معدن‌کاری‌ها متوقف شد.

### کشاورزی و سایر فعالیت‌ها
از زمان‌های قدیم، مهم‌ترین شغل ساکنان جزیره کشاورزی بود. تمامی زمین‌های قابل استفاده، حدود نیمی از جزیره به مزارع تبدیل شد؛ از نیمی که باقی ماند، یک‌چهارم سنگی بود و باقی آن به باتلاق‌ها اختصاص داشت. در یکی از مواقع قرن ۱۸، دو روستا از جزیره کیژی به خشکی‌های بی‌ثمر مجاور منتقل شدند تا زمین‌هایی برای کشاورزی آزاد شود. تا سال ۱۹۷۰، جزیره حدود ۹۶ هکتار (۲۴۰ جریب فرنگی) زمین زراعی داشت که انواع غلات و سیب‌زمینی تولید می‌کرد و از کمباین‌ها و تراکتورها برای کشت استفاده می‌شد. کشاورزی در سال ۱۹۷۱ با یک دستور دولتی متوقف شد. برخی از مزارع در سال ۲۰۰۴ به عنوان بخشی از موزه کیژی بازسازی شدند. این مزارع به عنوان یک نمایشگاه برای نشان دادن مراحل اصلی کارهای کشاورزی و برداشت در نظر گرفته شده‌اند.
سایر فعالیت‌های سنتی منطقه شامل گل‌دوزی، ساخت جواهرات مرواریدی، نساجی (از جمله بافتن سنتی پوست درخت توس), بافندگی، ریسندگی، کنده‌کاری روی چوب (که شامل ساخت اسباب‌بازی‌های چوبی سنتی روسی) و سفالگری بود.

### کلیساهای کیژی

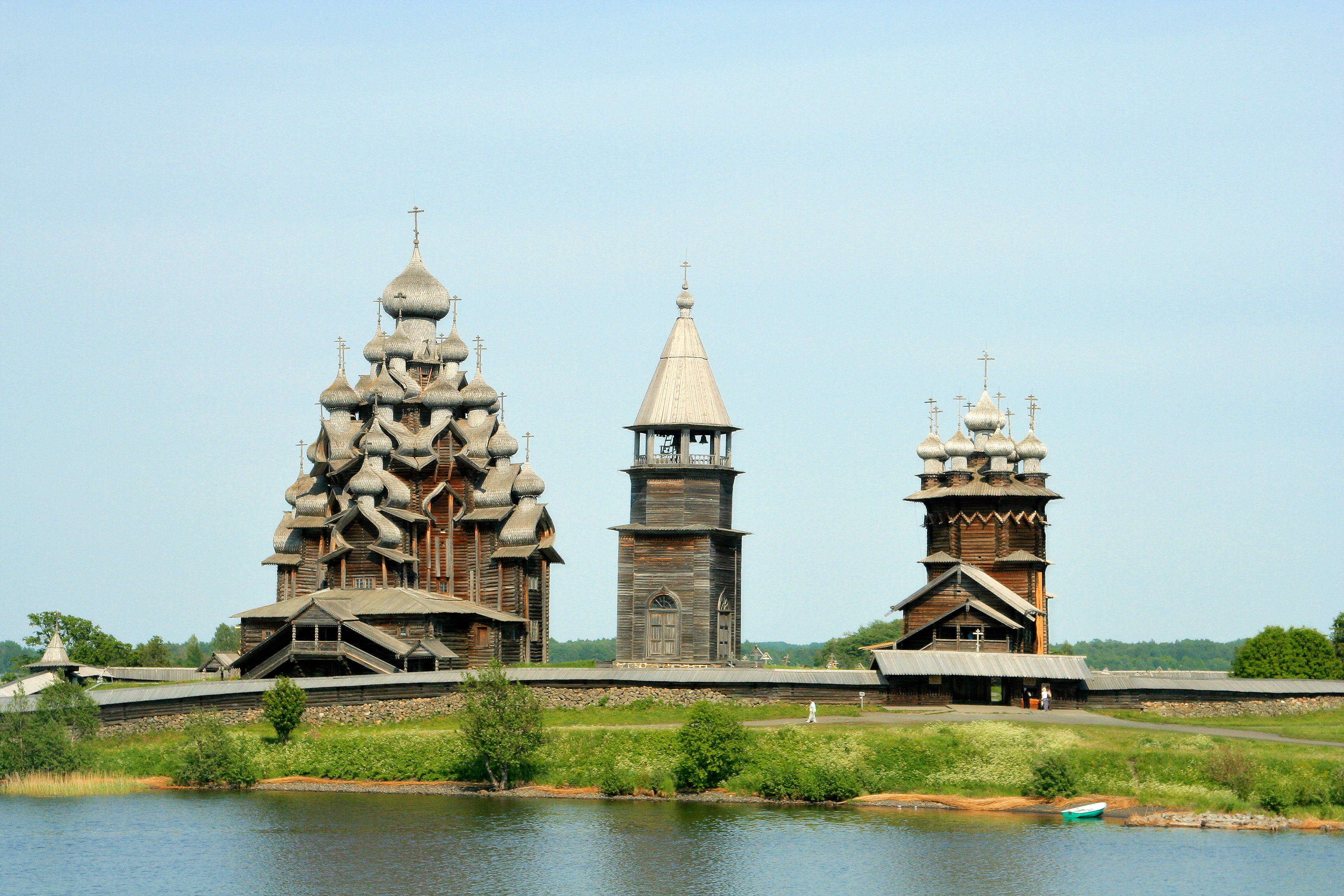
کلیسای ترانسفیگوریشن با ۲۲ گنبد

اولین اشاره‌ها به کلیساهای جزیره به سال ۱۵۶۳ برمی‌گردد. این سند دو کلیسای چوبی گنبددار با برج ناقوس را در بخش جنوبی جزیره (در محل فعلی کیژی پاگوست) توصیف می‌کند و به توصیف قبلی آن‌ها در سال ۱۴۹۶ اشاره دارد. توصیف دقیق‌تری در سال ۱۶۲۸ ثبت شده است. به‌ویژه، برخلاف کلیساهای گنبددار بعدی کیژی پاگوست، کلیساهای اولیه دارای سقف‌های هرم‌مانند بودند. این کلیساها در اواخر قرن ۱۷ به‌دلیل آتش‌سوزی ناشی از رعد و برق سوختند.
اولین کلیسایی که پس از آتش‌سوزی ساخته شد، کلیسای تعظیم (روسی: церковь Покрова Богородицы) بود که در سال ۱۶۹۴ ساخته شد و گرمایش داشت و تمام طول سال خدمات برگزار می‌کرد. این کلیسا چندین بار در سال‌های ۱۷۲۰–۱۷۴۹ بازسازی شد و در سال ۱۷۶۴ به شکل کنونی خود با ۹ گنبد بازسازی شد. در سال ۱۷۱۴، کلیسای ترانسفیگوریشن (روسی: Церковь Преображения Господня) با ۲۲ گنبد ساخته شد و بلافاصله پس از آن برج ناقوس به آن اضافه شد که در نهایت کیژی پاگوست را تکمیل کرد. برج ناقوس در سال ۱۸۶۲ به‌طور کامل بازسازی شد. خیلی زودتر، در اوایل قرن ۱۷، دیوار بلندی به طول ۳۰۰ متر (۹۸۰ فوت) دور کلیساها ساخته شد که به‌عنوان یک منطقه محافظتی در برابر هجوم‌های سوئد و لهستان عمل می‌کرد.
کلیساهای کیژی روی سنگ‌ها ساخته شده‌اند، بدون استفاده از پی عمیق. واحد اصلی ساختاری آن‌ها، یک قطعه چوب گرد از کاج اسکاتلندی به قطر حدود ۳۰ سانتیمتر (۱۲ اینچ) و طول ۳ تا ۵ متر (۹٫۸ تا ۱۶٫۴ فوت) است. هزاران قطعه چوب برای ساخت به جزیره آورده شد که این کار در آن زمان وظیفه‌ای پیچیده از نظر لجستیکی بود. چوب‌ها با تبر قطع و شکل‌دهی می‌شدند و بدون استفاده از میخ، با استفاده از اتصالات گوشه‌ای یا شکاف دایره‌ای یا اتصال دم‌چلچله‌ای به هم متصل می‌شدند. سقف‌های مسطح از تخته‌های کاج نوئل ساخته شده‌اند و گنبدها با سپیدارها پوشیده شده‌اند.

## موزه کیژی
موزه کیژی یکی از نخستین موزه‌های فضای باز در روسیه است که در سال ۱۹۵۱ در این جزیره راه‌اندازی شد و در حال حاضر حدود ۸۷ ساختار چوبی را در خود جای داده است. معروف‌ترین این ساختارها، کیژی پاگوست است که شامل دو کلیسا و یک برج ناقوس است که توسط یک حصار احاطه شده‌اند. این پگوست در سال ۱۹۹۰ در فهرست میراث جهانی یونسکو قرار گرفت.
از سال ۱۹۵۱، تعداد زیادی از ساختمان‌های تاریخی به این جزیره منتقل شدند. این ساختمان‌ها شامل کلیسای رستاخیز لازاروس از دیر موروم است که به عنوان قدیمی‌ترین کلیسای چوبی باقی‌مانده در روسیه شناخته می‌شود (نیمه دوم قرن چهاردهم)، چندین برج ناقوس، بیش از ۲۰ خانه روستایی، آسیاب‌ها، انبارها و سوناها می‌باشند.
در سال ۱۹۹۳، این موزه به فهرست کوتاه آثار میراث فرهنگی روسیه اضافه شد. موزه بیش از ۴۱٬۰۰۰ اثر هنری را در خود جای داده است که بیشتر آن‌ها شامل اشیای خانگی نظیر ابزارها، ظروف، وسایل، مبلمان و غیره است. همچنین حدود ۱۰۰۰ آیکون از قرن‌های ۱۶ تا ۱۹ وجود دارد که شامل تنها مجموعه «آسمانی» در روسیه می‌باشد. در این موزه همچنین اشیای مذهبی از جمله صلیب‌ها و نسخه‌های خطی از قرن‌های ۱۷ تا ۱۹ به نمایش گذاشته شده است. موزه همچنین شامل نمایشگاه‌هایی از قرن بیستم، حدود ۱۰٬۰۰۰ عکس و ۱٬۵۰۰ نقاشی می‌باشد.